# 1960 en football
Cet article présente les faits marquants de l'année 1960 en football.

## Chronologie

### Mars
- 29 mars : finale aller de la Coupe des villes de foires au St Andrew's entre le FC Barcelone et Birmingham City qui se solde par un match nul 0-0.

### Mai
- 4 mai : victoire du FC Barcelone sur Birmingham City 4 à 1 au Nou Camp. Barcelone remporte ainsi la deuxième édition de la Coupe des villes de foires et conserve son titre.

- 18 mai : le Real Madrid bat l'Eintracht Francfort 7 à 3 devant 135 000 spectateurs au Hampden Park en finale de la Ligue des champions. C'est le cinquième succès consécutif pour le Real dans cette compétition.

### Juillet
- 3 juillet : match nul 0 à 0 entre le Real Madrid et le CA Peñarol au Stade Centenario comptant pour le match aller de la Coupe intercontinentale.
- 6 juillet : début des phases finales du premier championnat d'Europe en France. L'URSS bat la Tchécoslovaquie 3 à 0 et la Yougoslavie bat la France 5 à 4.
  - Article de fond : Championnat d'Europe de football 1960
- 9 juillet : victoire de la Tchécoslovaquie sur la France 2 à 0 dans le match pour la troisième place du Championnat.
- 10 juillet : l'URSS remporte le tournoi aux dépens de la Yougoslavie après prolongation 2 buts à 1.

### Septembre
- 4 septembre : large victoire du Real Madrid sur le CA Peñarol 5 à 1 au stade Santiago-Bernabéu. Le Real Madrid remporte ainsi la première Coupe intercontinentale.

### Octobre
- 14 octobre : début de la phase finale de la Coupe d'Asie des nations en Corée du Sud.
- 21 octobre : fin de la Coupe d'Asie des nations : la Corée du Sud remporte la compétition devant Israël.

## Coupes continentales pour les sélections nationales

### Championnat d'Europe
Voir l'article détaillé Championnat d'Europe de football 1960
| Vainqueur | URSS            |
| Finaliste | Yougoslavie     |
| 3e        | Tchécoslovaquie |
| 4e        | France          |

### Coupe d'Asie des nations
Voir l'article détaillé Coupe d'Asie des nations de football 1960
| Vainqueur | Corée du Sud    |
| Finaliste | Israël          |
| 3e        | Taiwan          |
| 4e        | Viêt Nam du Sud |

## Coupes continentales pour les clubs

### Coupe d'Europe des clubs champions
Voir l'article détaillé Coupe des clubs champions européens 1959-1960
| Vainqueur      | Real Madrid         |
| Finaliste      | Eintracht Francfort |
| Demi-finaliste | FC Barcelone        |
| Demi-finaliste | Glasgow Rangers     |

### Coupe des villes de foires
La Coupe des villes de foires 1960 voit la victoire du FC Barcelone sur Birmingham City par 4 buts à 1 sur l'ensemble des matches aller et retour. Emmené par Luis Suárez, Barcelone domine largement la compétition qui n'a pas à l'époque le prestige de la Ligue des champions actuelle.

### Copa Libertadores
La première Copa Libertadores de l'histoire voit la victoire des uruguayens du CA Peñarol après une finale serrée contre Club Olimpia. En effet, le CA Peñarol remporte cette dernière grâce à une victoire 1-0 au match aller puis un match nul 1-1 lors du match retour.

## Principaux championnats nationaux

### Tableau récapitulatif
| Championnat | Champion            | Dauphin                    | Meilleur buteur |
| ----------- | ------------------- | -------------------------- | --------------- |
| Espagne     | FC Barcelone        | Real Madrid                | Ferenc Puskás   |
| Angleterre  | Burnley             | Wolverhampton Wanderers    | Dennis Viollet  |
| Italie      | Juventus            | AC Fiorentina              | Omar Sivori     |
| France      | Stade de Reims      | Nîmes Olympique            | Just Fontaine   |
| Allemagne   | Hambourg SV         | FC Cologne                 | -               |
| Portugal    | Benfica             | Sporting Clube de Portugal | Edmur Ribeiro   |
| Pays-Bas    | Ajax Amsterdam      | Feyenoord Rotterdam        | Henk Groot      |
| Turquie     | Beşiktaş            | Fenerbahçe                 | Metin Oktay     |
| Écosse      | Heart of Midlothian | Kilmarnock                 | Joe Baker       |
| Suisse      | BSC Young Boys      | FC Bienne                  | Willy Schneider |
| Argentine   | Independiente       | River Plate                | José Sanfilippo |

## Principales coupes nationales
| Compétition                | Vainqueur                | Finaliste                  | Score(s) | Lieu(x) de la finale |
| -------------------------- | ------------------------ | -------------------------- | -------- | -------------------- |
| Coupe d'Espagne            | Atlético de Madrid       | Real Madrid                | 3-1      | Madrid               |
| Coupe d'Angleterre         | Wolverhampton Wanderers  | Blackburn Rovers           | 3-0      | Wembley Stadium      |
| Coupe de la Ligue anglaise | Aston Villa              | Rotherham United           | 0-2 3-0  | Millmoor Villa Park  |
| Coupe d'Italie             | Juventus                 | AC Fiorentina              | 3-2 ap   | Milan                |
| Coupe de France            | AS Monaco                | AS Saint-Étienne           | 4-2 ap   | Colombes             |
| Coupe d'Allemagne          | Borussia Mönchengladbach | Karlsruher SC              | 3-2      | Düsseldorf           |
| Coupe du Portugal          | CF Belenenses            | Sporting Clube de Portugal | 2-1      | Lisbonne             |

## Récompenses
| Récompense  | Récompensé  | Nationalité | Club         |
| ----------- | ----------- | ----------- | ------------ |
| Ballon d'or | Luis Suárez | Espagne     | FC Barcelone |

## Naissances
Plus d'informations : Liste d'acteurs du football nés en 1960.
- 3 février : Joachim Löw  Allemagne.
- 7 février : Gabriel Calderón  Argentine.
- 9 février : Francis Gillot  France.
- 13 février : Pierluigi Collina, arbitre italien.
- 13 avril : Rudi Völler  Allemagne.
- 16 avril : Pierre Littbarski  Allemagne.
- 8 mai : Franco Baresi  Italie.
- 26 mai : Eugeny Giner (dirigeant)  Russie.
- 5 juillet : Pierre-André Schürmann  Suisse.
- 22 juillet : Djamel Menad  Algérie.
- 10 août : Marcel Dib  France.
- 28 août : Julio César Romero  Paraguay.
- 6 septembre : Stephan Engels  Allemagne.
- 19 septembre : Carlos Mozer  Brésil.
- 25 septembre : Igor Belanov  Union soviétique.
- 5 octobre : Careca  Brésil.
- 30 octobre : Diego Maradona  Argentine.
- 9 novembre : Andreas Brehme  Allemagne.
- 27 novembre : Patrice Garande  France.
- 30 novembre : Gary Lineker  Angleterre.
- 14 décembre : Chris Waddle  Angleterre.
- 26 décembre : Aziz Bouderbala  Maroc.

## Décès
- 4 mai : décès à 59 ans de Gunnar Olsson, international suédois ayant remporté 3 Championnat de Suède.
- 25 juin : Charlie Buchan, 68 ans, joueur anglais.
- 9 juillet : décès à 50 ans de Guillermo Pardo, joueur péruvien ayant remporté 3 Championnat du Pérou.
- 4 septembre : Gustave Pelgrims, 82 ans, joueur belge ayant remporté la médaille de bronze aux Jeux olympiques de 1900.

## Liens
- RSSSF : Tous les résultats du monde